# Franziska Püller
Franziska Püller (* 1. Juni 1950 in Mödling, Niederösterreich) ist eine österreichische Pädagogin.

## Leben
Sie wuchs in Brunn am Gebirge auf. Sie besuchte dort die Volksschule, anschließend ging sie an das Realgymnasium für Mädchen in Mödling, welches sie mit der Reifeprüfung (Matura) abschloss. Anschließend entschied sie sich, den Beruf einer Grundschullehrerin zu erlernen und besuchte zwei Jahre die Pädagogische Akademie Wien in Strebersdorf, welche sie mit dem Lehrerdiplom abschloss.
Viele Jahrzehnte unterrichtete sie als Lehrerin an verschiedensten Volksschulen Wiens. Sie entwickelte die Püller Pädagogik – welche Kinder und Jugendliche mit Lernbesonderheiten wie Legasthenie, Dyskalkulie, ADHS / ADS oder dgl. eine adäquate Hilfestellung beim Erlernen der kulturtechnischen Basisbildung wie Lesen, Schreiben, Rechnen gibt und sie in ihrem Aufbau einer adäquaten Konzentrationsleistung stärkt. Franziska Püller ist Autorin mehrerer empfohlener Fachbücher und Entwicklerin von approbierten und Unterrichtsmaterialien für den österreichisch-deutschen Bildungsbereich. 2016 veröffentlichte sie im deutschsprachigen Raum die erste Rechen-App für den Primarunterricht, welche gleichermaßen auf die Ordinalzahlen (Zählaspekt) wie auf die Kardinalzahlen (Mengenaspekt) der Mathematik eingeht.
Sie ist Mutter von drei erwachsenen Kindern, hat einen Bruder und lebt in Perchtoldsdorf bei Wien.

## Vortrags- und Lehrtätigkeiten
Per 2016 unterrichtet Franziska Püller als Lehrbeauftragte an der Pädagogischen Hochschule Niederösterreich, an der Pädagogischen Hochschule Steiermark und der Pädagogischen Hochschule Burgenland in den Bereichen Deutsch- und Mathematikdidaktik der Primarstufe.
Sie hält Vorträge zu Themen wie „Was hat Bewegung mit erfolgreichem Lernen zu tun?“, „Auf ins Land der Zahlen – mit gehirngerechten Ideen der Mathematik auf der Spur“ oder „Mit Geschichten lernt sich´s leichter! Ein phantasiereicher Zugang zu einer adäquaten Didaktik“ uvm. zum Beispiel im Rahmen der Initiative „Schulen im Aufbruch“. Auch wird sie von verschiedensten Schulen bzw. Pädagogischen Hochschulen als Gastvortragende bei Konferenzen oder themenbezogenen Elternabenden eingeladen. Im April 2016 wurde sie von IoT Austria zur „Lange Nacht der Forschung“ im Lakeside Park Klagenfurt am Wörthersee eingeladen.

### Approbiertes Unterrichtsmaterial
„Auf ins Land der Zahlen“
- „Plus und Minus im Zahlenraum bis 20 Rechenschachtel“, Brigg Verlag Augsburg 2010, ISBN 978-3-87101-714-8
- „1x1 im Zahlenraum bis 100: Rechenschachtel“, Brigg Verlag Augsburg 2010, ISBN 978-3-87101-634-9 Schulbuchaktion Österreich SBNR 131490
- „Plus und Minus im Zahlenraum bis 30 Rechenschachtel“ Schulbuchaktion Österreich SBNR 131488
- „Plus und Minus im Zahlenraum bis 100 Rechenschachtel“ Schulbuchaktion Österreich SBNR 131489
- „Rechen Mau Mau Kartenspiel“ Schulbuchaktion Österreich SBNR 200281
- „Stapel Stich Kartenspiel“ Schulbuchaktion Österreich SBNR 200422
- „Minus gewinnt Kartenspiel“ Schulbuchaktion Österreich SBNR 200423
- „Plus gewinnt Kartenspiel“ Schulbuchaktion Österreich SBNR 200424

### Awardnominierung
Franziska Püller ist mit "Auf ins Land der Zahlen" für den eAward 2017 in der Kategorie "Bildung und Gesundheit" nominiert. Die Gewinner wurden am 23. Februar 2017 bei der Preisverleihung in Wien bekannt gegeben.

## Publikationen
- „Hurra, jetzt bin ich Rechtschreibkönig!“, Brigg Verlag Augsburg 2008, ISBN 978-3-87101-296-9
- „Im Land der Sprache“, Brigg Verlag Augsburg 2008, ISBN 978-3-87101-297-6
- „1, 2, 3 … Vom Zählen zum Rechnen im Zahlenraum bis 20 mit montessoriorientierten Rechenplättchen“, Brigg Verlag Augsburg 2011, ISBN 978-3-87101-633-2
- „Auf ins Land der Zahlen“ Hörbuch, Püller Handels und DienstleistungsgmbH 2017, ISBN 978-3-200-05008-2